# Trimeresurus gumprechti
Espèce
Synonymes
- Viridovipera gumprechti
(David, Vogel, Pauwels & Vidal, 2002)

Trimeresurus gumprechti est une espèce de serpents de la famille des Viperidae. 

## Répartition
Cette espèce se rencontre :
- dans le nord-est de la Thaïlande dans les provinces de Loei, de Phitsanulok, de Phetchabun et de Chaiyaphum ;
- au Laos ;
- au Viêt Nam ;
- dans le sud-est de la République populaire de Chine ;
- en Birmanie.

## Description
C'est un serpent venimeux.

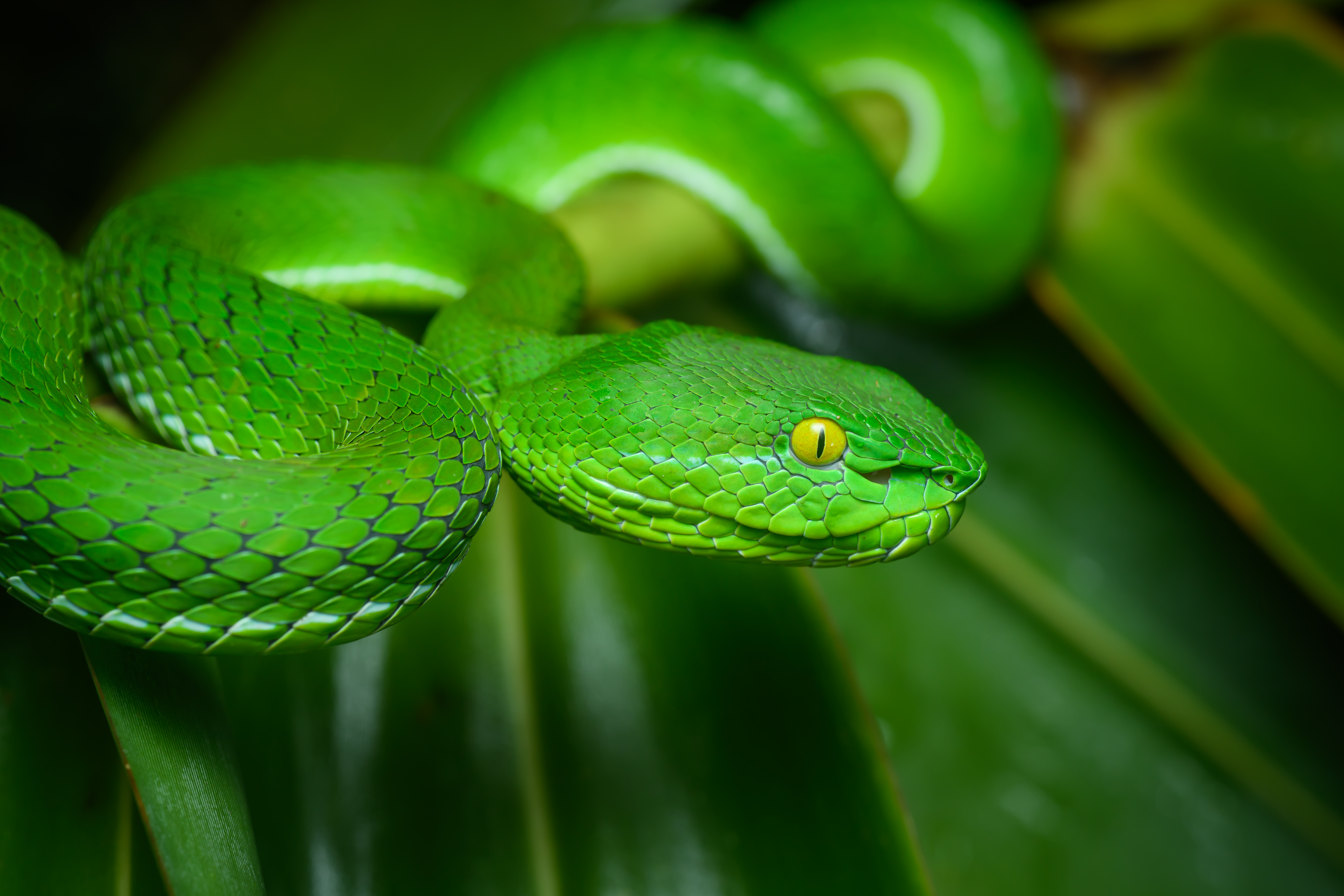
Une femelle Trimérésure gumprechti dans le parc national de Phu Suan Sai en Thaïlande.

Ce serpent, comme les vipères en Europe, utilise son venin principalement pour tuer ses proies, de préférence des oiseaux et des grenouilles ; mais il peut aussi l'utiliser pour se défendre, parfois contre l'homme chez qui une morsure peut être dangereuse : douleur insoutenable mais non constante et qui décroît rapidement (fort heureusement, cette morsure n'est mortelle que dans de très rares cas).

## Publication originale
- David, Vogel, Pauwels & Vidal, 2002 : Description of a new species of the genus Trimeresurus from Thailand, related to Trimeresurus stejnegeri Schmidt, 1925 (Serpentes, Crotalidae). Natural History Journal of Chulalongkorn University, vol. 2, n. 1, p. 5-19 (texte intégral).